# Cynthia Jerotich Limo
Cynthia Jerotich Limo (* 18. Dezember 1989) ist eine kenianische Langstreckenläuferin, die sich auf Straßenläufe (10 km bis Halbmarathon) spezialisiert hat.
Am 12. Februar 2016 siegte sie beim RAK-Halbmarathon von Ra’s al-Chaima, Vereinigte Arabische Emirate, vor ihrer Landsfrau Gladys Cherono in einer Zeit von 66:04 min. Sie belegt mit dieser Zeit Rang 4 der ewigen Halbmarathon-Weltbestenliste (Stand: Oktober 2016).
Bei den Halbmarathon-Weltmeisterschaften 2016 in Cardiff gewann sie die Silbermedaille hinter Peres Jepchirchir und Gold mit der kenianischen Mannschaft.

## Erfolge bei internationalen Meisterschaften
| Strecke             | Platz | Zeit      | Event                            | Ort     | Datum         |
| ------------------- | ----- | --------- | -------------------------------- | ------- | ------------- |
| Halbmarathon        | 2     | 67:34 min | Halbmarathon-Weltmeisterschaften | Cardiff | 26. März 2016 |
| Halbmarathon (Team) | 1     | 3:22:59 h | Halbmarathon-Weltmeisterschaften | Cardiff | 26. März 2016 |

## Weitere Erfolge
- 2009 - 3. Platz – Baringo 15k – Baringo
- 2010 - 3. Platz – Nancy-Halbmarathon – Nancy
- 2010 - 3. Platz – 20 km von Paris – Paris
- 2011 - 1. Platz – 20 Kilomètres de Tours – Tours
- 2012 - 1. Platz – Humarathon in 70:06 min – Ivry-sur-Seine / Vitry-sur-Seine
- 2012 - 1. Platz – Paris K20 in 65:36 min – Paris
- 2013 - 1. Platz – Rabat-Halbmarathon – Rabat
- 2013 - 3. Platz – Humarathon – Ivry-sur-Seine / Vitry-sur-Seine
- 2013 - 1. Platz – St. Denis Marathon – Paris
- 2013 - 1. Platz – Paris K20 – Paris
- 2013 - 1. Platz – Marseille – Cassis – Marseille
- 2014 - 1. Platz – Madrid-Halbmarathon – Madrid
- 2014 - 1. Platz – Steamboat Classic
- 2014 - 1. Platz – Garry Bjorklund Halfmarathon
- 2014 - 1. Platz – Crim 10 miler
- 2014 - 1. Platz – Boston Halbmarathon in 68:34 min – Boston
- 2014 - 1. Platz – Baringo Halbmarathon (November)
- 2015 - 3. Platz – Ras Al-Khaimah Halbmarathon in 67:02 min – Ras Al-Khaimah
- 2015 - 1. Platz – Hy-Fee Halbmarathon
- 2015 - 1. Platz – Boston Halbmarathon – Boston
- 2015 - 1. Platz – Luanda Halbmarathon – Luanda
- 2015 - 1. Platz – Delhi Halbmarathon – New Delhi
- 2015 - 1. Platz – Copper River Bridge Run
- 2015 - 1. Platz – Lilac Bloomsday Run
- 2015 - 2. Platz – Cherry Blossom 10 Miler
- 2015 - 2. Platz – Freihofer’s Run for Women
- 2015 - 2. Platz – Utica Boilermaker
- 2016 - 2. Platz – Houston-Halbmarathon in 66:41 min – Houston
- 2016 - 2. Platz – Halbmarathon-WM in Cardiff – Cardiff

## Persönliche Bestzeiten
| Strecke           | Zeit         | Ort            | Datum            |
| ----------------- | ------------ | -------------- | ---------------- |
| 10.000 m          | 32:25,18 min | Eldoret        | 30. Juni 2016    |
| 10 km Straßenlauf | 31:08 min    | Ra’s al-Chaima | 13. Februar 2015 |
| 15 km Straßenlauf | 47:11 min    | Ra’s al-Chaima | 13. Februar 2015 |
| 20 km Straßenlauf | 62:48 min    | Ra’s al-Chaima | 12. Februar 2015 |
| Halbmarathon      | 66:04 min    | Ra’s al-Chaima | 12. Februar 2015 |

## Entwicklung der persönlichen Jahresbestzeiten
| Jahr | Strecke           | Zeit         | Ort             | Datum       |
| ---- | ----------------- | ------------ | --------------- | ----------- |
| 2016 | 10.000 m          | 32:25,18 min | Eldoret         | 30. Juni    |
| 2016 | 10 km Straßenlauf | 31:32 min    | Ra’s al-Chaima  | 12. Februar |
| 2015 | 10 km Straßenlauf | 31:08 min    | Ra’s al-Chaima  | 13. Februar |
| 2013 | 10 km Straßenlauf | 32:37 min    | Strasbourg      | 12. Mai     |
| 2011 | 10 km Straßenlauf | 32:04 min    | Monterau        | 23. Oktober |
| 2016 | 15 km Straßenlauf | 47:21 min    | Ra’s al-Chaima  | 12. Februar |
| 2015 | 15 km Straßenlauf | 47:11 min    | Ra’s al-Chaima  | 13. Februar |
| 2011 | 15 km Straßenlauf | 49:35 min    | Paris           | 9. Oktober  |
| 2016 | 20 km Straßenlauf | 62:48 min    | Ra’s al-Chaima  | 12. Februar |
| 2015 | 20 km Straßenlauf | 63:34 min    | Ra’s al-Chaima  | 13. Februar |
| 2013 | 20 km Straßenlauf | 65:07 min    | Paris           | 13. Oktober |
| 2012 | 20 km Straßenlauf | 65:34 min    | Paris           | 14. Oktober |
| 2011 | 20 km Straßenlauf | 66:28 min    | Paris           | 9. Oktober  |
| 2016 | Halbmarathon      | 66:04 min    | Ra’s al-Chaima  | 12. Februar |
| 2015 | Halbmarathon      | 67:02 min    | Ra’s al-Chaima  | 13. Februar |
| 2014 | Halbmarathon      | 68:24 min    | Boston          | 12. Oktober |
| 2013 | Halbmarathon      | 69:59 min    | Rabat           | 7. April    |
| 2012 | Halbmarathon      | 70:06 min    | Vitry sur Seine | 8. April    |
| 2011 | Halbmarathon      | 70:39 min    | Reims           | 16. Oktober |